# Chorąży

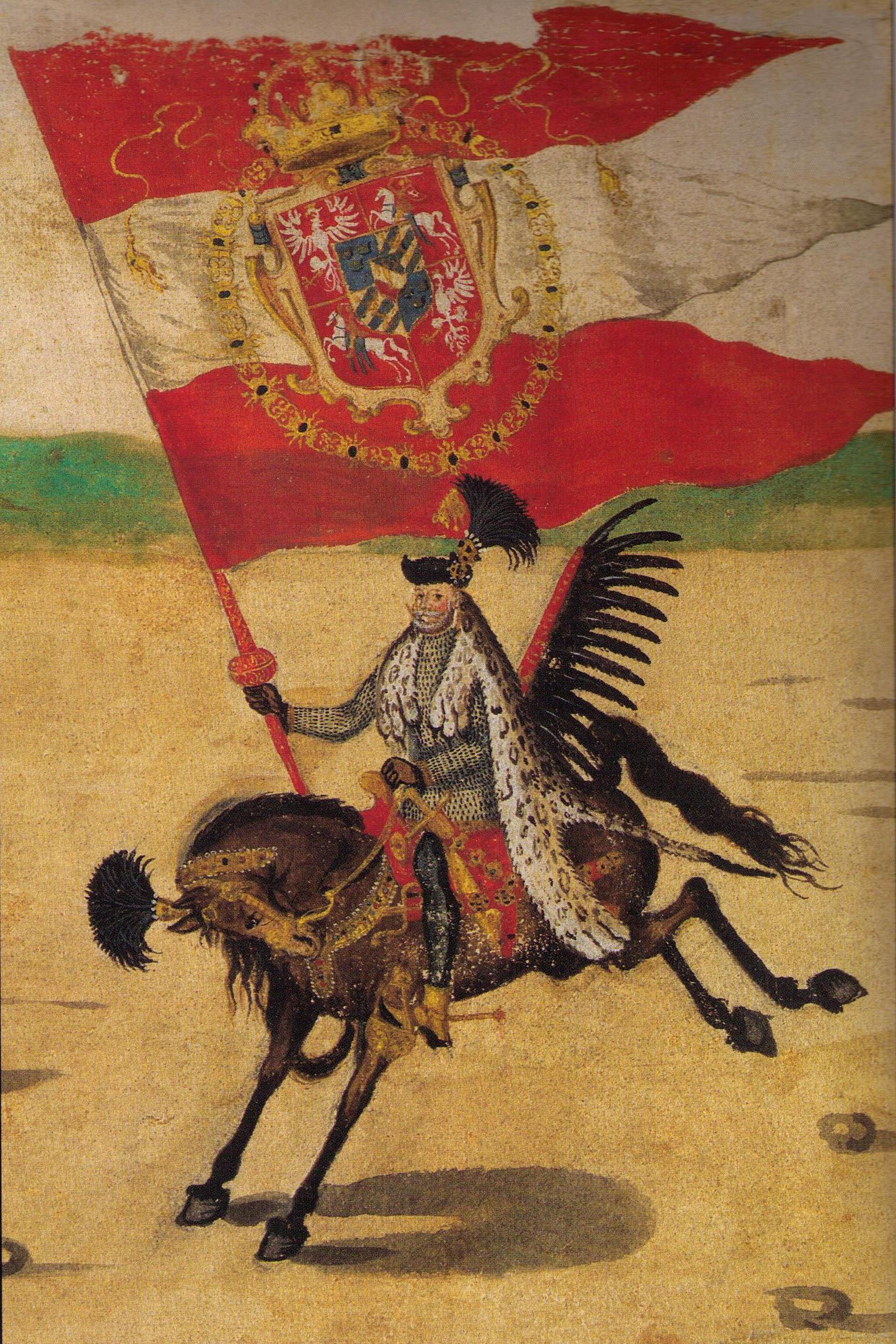
Sebastian Sobieski, chorąży wielki koronny w 1605 r. (ilustracja z tzw. rolki sztokholmskiej)

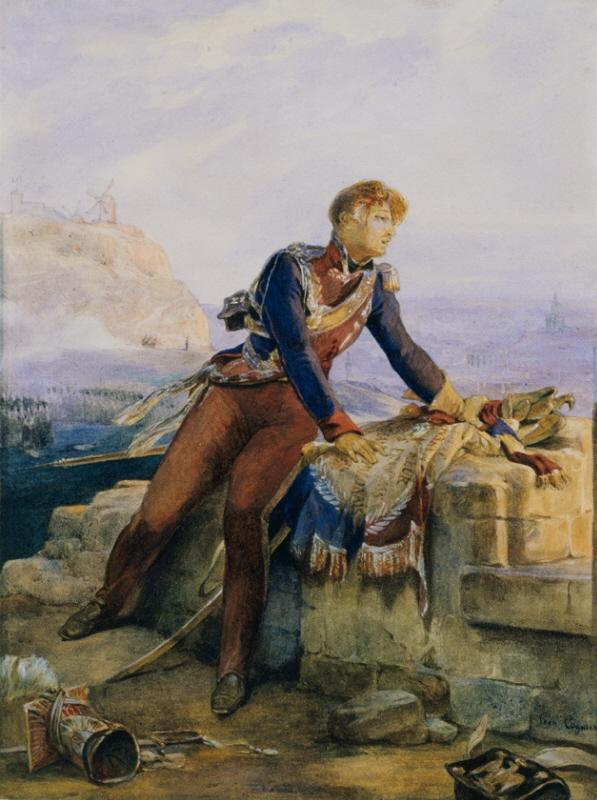
Polski chorąży z epoki napoleońskiej (mal. Léon Cogniet, 1831)

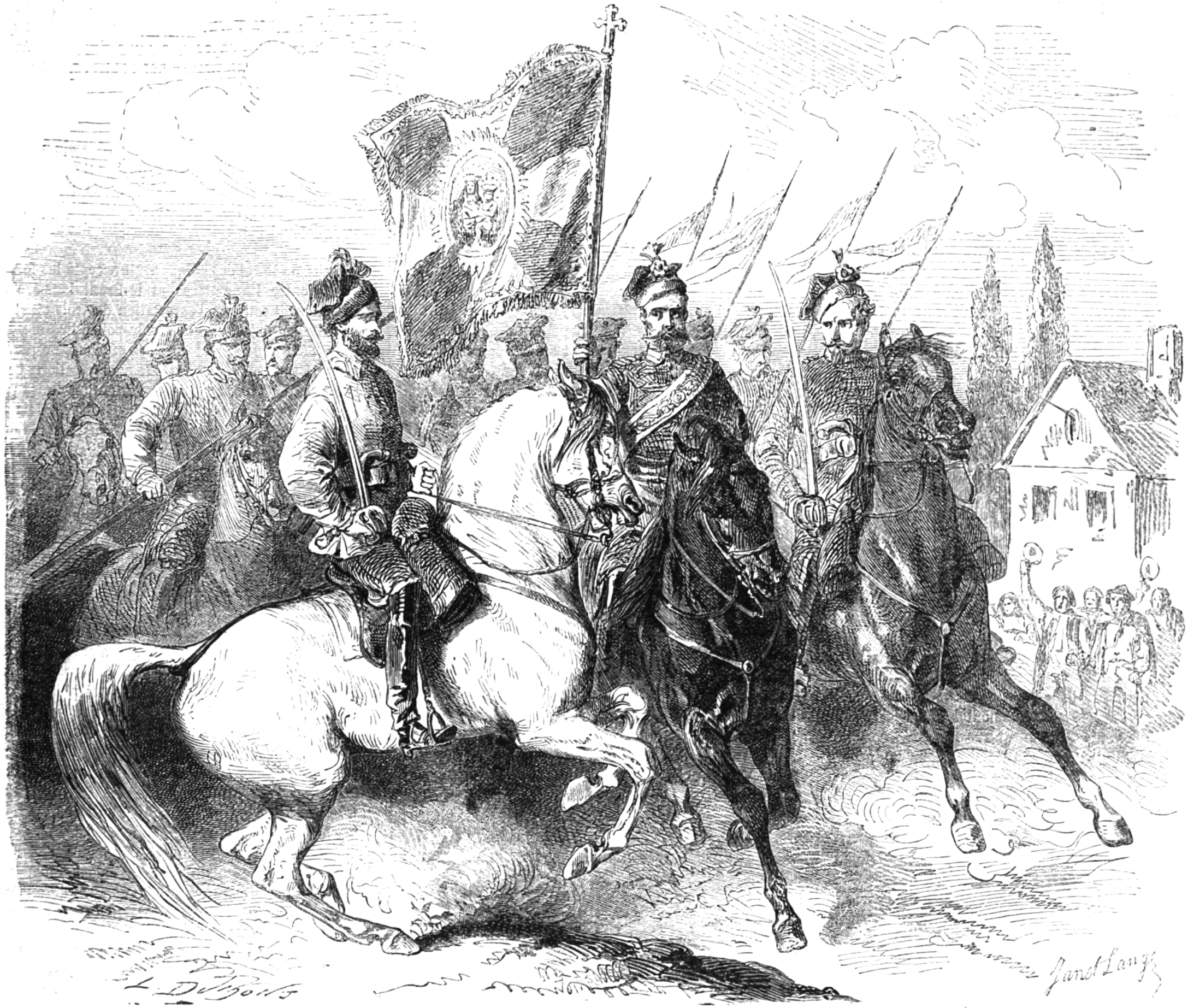
Konny chorąży podczas powstania styczniowego (rycina współczesna)

Chorąży – nazwa stopnia w korpusie osobowym podoficerskim (do 2004 roku w osobnym korpusie chorążych).  Do korpusu podoficerów należy młodszy chorąży, a do podoficerów starszych należą: chorąży, starszy chorąży i starszy chorąży sztabowy.

## Historia
W średniowiecznej Polsce rycerz noszący chorągiew swojego oddziału, księcia lub ziemi.
Później był to urzędnik (łac. vexillifer) podporządkowany kasztelanowi. W jego kompetencji leżało przygotowanie rycerstwa podczas pospolitego ruszenia i przyprowadzenie go do kasztelana. Po zjednoczeniu państwa stał się wyższym urzędem ziemskim. Dodatkową funkcją chorążego (jedynie w Wielkopolsce i tylko do przełomu XV/XVI w.) był udział w sądzie ziemskim.
Chociaż funkcja „chorążego” pojawia się bardzo wcześnie, to w oddziałach wojskowych stopień chorążego występuje po raz pierwszy w regestrach z roku 1589. Początkowo nie miał on rangi oficerskiej i nadawano go towarzyszowi przeznaczonemu do noszenia chorągwi.
W wieku XVIII oraz w ludowym Wojsku Polskim w latach 1943–1957 stopień chorążego był najniższym stopniem oficerskim. W Wojsku Polskim II RP został wprowadzony w 1919 roku jako stopień pomiędzy starszym sierżantem a podporucznikiem. Początkowo nadawano go doświadczonym podoficerom, którzy z powodu braków kadrowych byli powoływani na stanowiska oficerskie, lecz z racji nielegitymowania się wymaganym wykształceniem nie mogli zostać oficerami. Chorąży pełnił służbę oficerską, podlegał karom dyscyplinarnym i służbowym tak jak oficer i posiadał pewne przywileje stanu oficerskiego, jak np. korzystanie z kasyna, ale nie miał praw do sądu honorowego i towarzyskich w Wojsku Polskim. Demobilizacja przyniosła likwidację „korpusu” chorążych. W połowie 1922 roku wstrzymano mianowanie podoficerów na ten stopień. Od roku 1923 stopień w likwidacji, chorążowie zostali zaliczeni do korpusu podoficerskiego i zrównani w prawach z podoficerami, zgodnie z zasadą ścisłego odseparowania oficerów i szeregowych; od 1935 roku stopień w ponownym zastosowaniu. W 1957 roku został zniesiony, a w 1963 pojawił się ponownie, w związku z utworzeniem korpusu chorążych. Został wówczas umiejscowiony pomiędzy starszym sierżantem a starszym chorążym. W 1967 roku poniżej chorążego utworzono w hierarchii stopnień młodszego chorążego. W 2004 roku zlikwidowano korpus chorążych, a stopnie wchodzące w jego skład przeniesiono do korpusu podoficerów.

## Tytuły rodzinne
W przeszłości dzieciom chorążego przysługiwały tytuły odojcowskie. Dla synów tytułem takim był chorążyc, a dla córek chorążanka. Żony miały prawo do tytułu odmężowskiego – chorążyna. Także wnukowie, o ile nie posiadali własnych godności, używali według zwyczaju (co jednak nie było prawnie usankcjonowane) tytułu chorążowic, zgodnie z popularną maksymą: „Szlachcic bez tytułu jak lis bez ogona” (znanego z Pana Tadeusza Mickiewicza w wersji: „Chart bez ogona jest jak szlachcic bez urzędu” (księga pierwsza).

## Oznaczenie
Zgodnie z przepisami ubiorczymi żołnierzy Wojska Polskiego z 1972 roku, chorąży nosił na środku taśmy otokowej czapki garnizonowej podoficera umieszczoną w linii równoległej do krawędzi taśmy jedną gwiazdkę. Naramienniki obszyte wokół (z wyjątkiem miejsca wszycia rękawa) jednolitą taśmą szerokości 5 mm. Ponadto jedna gwiazdka umieszczona wzdłuż linii prostej biegnącej przez środek naramiennika w odległości 3 cm od wszycia rękawa.
Przepisy ubiorcze z 1952 roku stanowiły, że na naramienniku nosił jedną gwiazdkę. Naramiennik nie był obszyty i nie miał tasiemki przez środek
Przepisy ubioru polowego z r. 1919 przewidywały: naramienniki kurtki i płaszcza oszyte dokoła wzdłuż wolnej krawędzi taśmą karmazynową wełnianą o szerokości 1 cm. Na środku naramiennika wzdłuż, jedna gwiazdka haftowana oksydowanymi
nićmi lub wytłaczana pięciopromienna, o ostrych promieniach.
Na czapce na szwach tasiemka wełniana karmazynowa szerokości 0,5 cm. Na górnej krawędzi otoka dookoła taka sama tasiemka. Pod orzełkiem jedna gwiazdka.
W wojsku polskim w okresie Sejmu Wielkiego i w wojsku Kościuszki oznaką stopnia była jedna gwiazdka.